# Metateze alkanů
Metateze alkanů jsou organické reakce, při kterých dochází k přeměně alkanů na jiné alkany s delšími nebo kratšími uhlíkovými řetězci. Reakce se podobá metatezi alkenů, rozdíl spočívá v tom, že při metatezi alkenů dochází k obnovení dvojné vazby mezi uhlíky, zatímco alkany mají mezi atomy uhlíku jednoduché vazby.

## Příklady a katalyzátory
Metatezi alkanů mohou katalyzovat sloučeniny kovů, často jde o komplexy. Jednu ze skupin katalyzátorů vyvinul se svými spolupracovníky Jean-Marie Basset, je založena na hydridech tantalu na vrstvě oxidu křemičitého, (SiO2)TaH, reakce pak probíhají za teplot 25 až 200 °C. Těmito systémy se katalyzuje přeměna ethanu na methan, propan a stopová množství butanu. Může docházet i ke křížovým metatezím, například methan s propanem mohou vytvořit dvě molekuly ethanu. Ethan reaguje s toluenem za vzniku ethylbenzenu a xylenu.
Meziprodukty těchto reakcí jsou, podobně jako u metatezí alkenů, metalocyklobutany.
Byly také vyvinuty systémy spojující dva katalyzátory, účinné při metatezích vyšších alkanů; jeden z katalyzátorů zprostředkovává přenosovou dehydrogenaci a druhý metatezi.
Robert L. Burnett a Thomas R. Hughes popsali heterogenní systém založený na směsi platiny na oxidu hlinitém s oxidem wolframu na oxidu křemičitém. Byly také popsány soustavy iridiových katalyzátorů dehydrogenací s molybdenovými katalyzátory metateze alkenů.
Protože jsou iridiové katalyzátory selektivní vůči koncům n-alkanů, tak mohou být použity k řízení molekulové hmotnosti produktů, například n-hexan lze přeměnit na ethan a n-dekan.
Metateze alkanů mají využití například v petrochemickém průmyslu. Přeměna n-hexanu na n-dekan a ethan může být použita na zvýšení výtěžků naftových n-alkanů (C9H20 až C19H40) ve Fischerových–Tropschových reaktorech.
Popsány byly i metateze cykloalkanů, katalyzované systémy Ir/Mo; například cyklooktan byl přeměněn na směs cyklohexadekanu a větších cyklů, která obsahovala i polymery.